# Positiv tænkning
 Ikke at forveksle med Positiv psykologi.
Positiv tænkning er en populærvidenskabelig retning indenfor New Age, selvledelse og -udvikling. Positiv tænkning beskrives som en affirmativ praksis, der gør det muligt for den enkelte at opnå succes i såvel privatliv som karriere.
Mere konkret er der tale om personlig udvikling gennem en fokusering på positive udsagn. Effektive affirmative statements må være formuleret i nutid, positive, personlige og specifikke.